# Чудесни свет
Чудесни свет (енгл. Strange World) амерички је рачунарско-анимирани авантуристички филм из 2022. године. Режију потписује Дон Хол, по сценарију Кија Нгујена. Представља 61. анимирани филм који је произвео Walt Disney Animation Studios. Гласове позајмљују: Џејк Џиленхол, Денис Квејд, Џабуки Јанг Вајт, Габријела Јунион и Луси Љу. Прати чланове породице Клејд који морају оставти по страни своје разлике на путовању ка мистериозној планети по имену Авалонија, насељену натприродним облицима живота.
Премијерно је приказан 15. новембра 2022. године у Лос Анђелесу, док је 23. новембра пуштен у биоскопе у САД, односно 24. новембра у Србији. Добио је углавном позитивне рецензије критичара, али остварио комерцијални неуспех, са проценама да је Дизни у губитку најмање 100 милиона долара. Филм је био изузетно контроверзан због свог приказа хомосексуалне љубави између двојице малолетника, што је покренуло питање да ли су такви односи уопште подесни да се приказују малој деци. Због овога је филм повучен и/или масовно бојкотован у многим земљама света, укључујући и Србију, где га је Новопазарски Културни центар повукао са репертоара на захтев родитеља.

## Радња
Легендарни Клејдови су породица истраживача чије су разлике претиле да сруше њихову најновију и најважнију мисију.

## Гласовне улоге
| Улога            | Изворни глас     | Српски глас        |
| ---------------- | ---------------- | ------------------ |
| Истраживач Клејд | Џејк Џиленхол    | Милан Тубић        |
| Jегер Клејд      | Денис Квејд      | Димитрије Илић     |
| Итан Клејд       | Џабуки Јанг Вајт | Никола Петровић    |
| Меридијан Клејд  | Габријела Јунион | Вања Милачић       |
| Калисто Мoл      | Луси Љу          | Наташа Марковић    |
| Каспијан         | Каран Сони       | Милан Бобић        |
| Дафл             | Алан Тјудик      | Михаило Лаптошевић |
| Пулк             | Аделина Ентони   | Ивана Николић      |
| Лони             | Абрахам Бенруби  | Јован Петровић     |
| Дијазо           | Џонатан Мело     | Андрија Динић      |
| Кардез           | Ник Додани       | Лука Антонијевић   |
| Азимут           | Франческа Рил    | Марија Дамјанов    |